# 基茨米勒訴多佛學區案

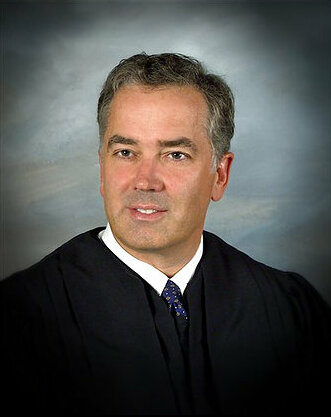
法官約翰·瓊斯三世主持這次審判，他是一位共和黨基督徒。

塔米·基茨米勒等人訴多佛學區等團體（Tammy Kitzmiller, et al. v. Dover Area School District, et al.），案件編號04cv2688。是一場美國聯邦法庭關於在公立學校課程中聲明智慧設計能夠替代演化解釋物種起源的訴訟案件。原告成功的指證智慧設計為創造論的一種形式，以及教育委員會的政策違反美國憲法第一修正案中的政教分離條款。法官的判決激起了支持者與反對者相當大的反應。由於牽涉其中的一本書籍《關於熊貓與人》，這場官司又稱為「熊貓審判」（Panda Trial），並與1925年的一場類似官司「猴子審判」相呼應。 
案件起因是多佛學區教育委員會要求9年級的科學課程在教授演化論時，必須由教師向學生宣讀一項大约1分钟的聲明。11位來自賓州多佛的學生家長，則對這個要求提出控訴。
原告代表是美國公民自由聯盟、美國政教分離聯合會、國家科學教育中心以及佩珀-汉密尔顿律师事务所，他們的作用是原告顧問。被告代表是湯瑪斯·摩爾法律中心。原本出版《關於熊貓與人》的道德與思想基金會也想加入被告行列，但後來被拒絕。
訴訟於美國賓夕法尼亞中部區域聯邦法院提起，並聲請禁制令。另外也聲請衡平法上的補救措施，但由於美國憲法第七修正案不允許陪審團審理具有這種權利，因此改為尋求法官審理。最後是由法官約翰·瓊斯三世主持訴訟，審理期間為2005年9月26日到2005年11月4日。
2005年12月20日，法官瓊斯發佈共139頁的事實認定書並進行判決。裁決結果是多佛學區代表違反憲法，並禁止多佛學區在公立學校的科學課程中教授智慧設計。8位在教育委員會中投票支持教授智慧設計的成員，皆於2005年11月8日的選舉中落選，並由反對教授智慧設計者取代。後來教育委員會主席聲明將不會上訴。

## 訴訟起因
幾位多佛教育委員會的成員對於演化論的教授表示關心。他們在2004年的夏天，收到一份來自發現研究院的建議，並在大約7月接受了一份由湯瑪斯·摩爾法律事務所所作的提議。2004年10月18日，教學委員會以6比3的票數通過在生物學課程中，加入以下的聲明： 
學生將要被提醒達爾文理論的漏洞與問題，以及提醒除了演化以外的其他理論的存在，包括但不止於智慧設計。註：生命的起源將不會在課堂上教授。
2004年11月19日，多佛學區在發佈的版本中提出一項聲明。其中表明教師必須從2005年1月開始，在多佛高中（Dover High School）9年級的生物課上，宣讀以下的聲明：
*賓夕法尼亞的學術規定要求學生學習達爾文的演化理論，並在最後進行一項標準化測驗，而演化理論是其中的一部分。
- 因為達爾文的理論是個理論，仍然受到新發現的證據所測試。理論並不是事實，此理論中存在漏洞，也就是沒有證據的部分。理論的定義是，能夠與廣大範圍的觀察一致符合，並受到充分試驗的解釋。
- 智慧設計是一種與達爾文觀點不同的一種對於生命的起源的解釋。如果學生想要探索這樣的觀點，並了解智慧設計的觀點所牽涉的影響，可以參考《關於熊貓與人》。
- 對於任何理論都一樣，學生應被鼓勵保持敞開的心靈。學校將生命的起源留給每一位學生與他們的家人討論。與標準驅動理念相同，課堂教授的焦點放在使學生達成標準本位所估計的精通度。

有3位教育委員會的成員因反對而辭職抗議。而學區中教導科學的教師則拒絕對他們的9年級學生宣讀聲明，並引用賓夕法尼亞教育法規，表示教師不可以對學生呈現任何他們認為錯誤的資訊。因此後來是由學校中的行政管理人員宣讀聲明。
教育委員會主張演化論存有漏洞，並因此認為演化為理論而非事實，而學生則擁有認識其他生命起源觀點的權利。教育委員會也認為他們並沒有教授智慧設計，只是簡單的提醒學生有能夠替代演化的理論存在。他們也否認智慧設計是在為宗教進行偽裝。

## 訴訟前的準備
美國公民自由聯盟代表來自8個家庭共11位多佛學區的家長，在2004年12月14日提起訴訟，並尋找一個同意若此次官司失敗則不收取費用的律師事務所。一位佩珀-汉密尔顿律师事务所的合夥人埃里克·罗斯柴尔德（Eric Rothschild），以及一名國家科學教育中心法律顧問團的成員，同意免費服務。
而為被告進行辯護的湯瑪斯·摩爾法律中心，是屬於基督教保守派的非營利機構，並以促進基督徒的言論自由與家庭價值為宗旨。
發現研究院的約翰·瑋斯特（John West）認為這個訴訟案顯示美國公民自由聯盟中的「歐威爾主義者」意圖箝制科學的討論。他也反對這個議題送入法庭判決，認為法庭的判決結果將會告訴科學家什麼研究是合法的，什麼研究是非法，且認為這是公然侵犯言論自由。 而對手的代表美國科學促進會與國家生物教師會，則認為發現研究院與瑋斯特的說法是違反了方法論的自然主義，也就是科學中對於自然現象的解釋並不應該加入任何超自然的解釋。
不過發現研究院仍然認為被告的行為具有宗教意涵，並認為這次訴訟是一場對於這種行為的測試。他們因此與湯瑪斯·摩爾法律中心發生爭執。後來湯瑪斯·摩爾法律中心拒絕讓屬於發現研究院的3位專家證人，威廉·A·登布斯基、史蒂芬·梅爾與約翰·坎貝爾（John Angus Campbell），在作證時擁有自己的律師。
2005年5月，出版《關於熊貓與人》的道德與思想基金會，申請加入這場訴訟。他們認為若將智慧設計判決為宗教，將會導致他們大約50萬美元的損失，並引起嚴重的財政問題。若是加入這場訴訟，他們的角色將是教育委員會的共同被告，且能夠擁有自己的律師與專家證人。基金會的主席乔恩·比爾（Jon Buell）暗示威廉·登布斯基與史蒂芬·梅爾將成為他們的證人。但是法官判定基金會無參與訴訟的資格，因為他們的提議並不適時，並認為他們的理由無效且虛偽。

## 訴訟當事人

### 原告
- 塔米·基茨米勒（Tammy Kitzmiller）
- 布赖恩·雷姆（Bryan Rehm）
- 克丽丝蒂·雷姆（Christy Rehm）
- 德博拉·费尼莫尔（Deborah Fenimore）
- 乔尔·利布（Joel Lieb）
- 史蒂文·斯托（Steven Stough）
- 贝丝·埃夫兰（Beth Eveland）
- 辛西娅·斯尼思（Cynthia Sneath）
- 朱莉·史密斯（Julie Smith）
- 阿拉琳·卡拉漢（Aralene ("Barrie") D. Callahan）
- 弗雷德里克·B·卡拉漢（Frederick B. Callahan）

### 被告
- 多佛學區（Dover Area School District）
- 多佛學區主管理事會（Dover Area School District Board of Directors）

投票中支持課程加入聲明之成員：
- 威廉·白金漢（William Buckingham），於2005年8月因健康因素辭職。
- 艾倫·邦塞爾（Alan Bonsell）
- 希拉·哈金斯（Sheila Harkins）
- 希瑟·吉西（Heather Geesey）
- 简·克利弗（Jane Cleaver），於2004年10月4日辭職。
- 安吉·齐格勒-英林（Angie Ziegler-Yingling），於2004年12月6日辭職。

投票中反對課程加入聲明之成員：
- 諾爾·溫里奇（Noel Wenrich），於2004年10月4日因個人理由辭職。
- 卡罗尔·布朗（Carol Brown），於2004年10月18日因反對課程加入聲明辭職。
- 傑夫·布朗（Jeff Brown），於2004年10月18日因反對課程加入聲明辭職。

## 審理過程
審判是從2005年9月26日開始。關於詳細的官方文件，見Kitzmiller v. Dover Area School District trial documents中的連結。

### 開庭陳述

#### 原告
埃里克·罗斯柴尔德（Eric Rothschild）代表原告方進行開庭陳述。他說原告將能夠提供許多例子，證明教育委員會是希望平衡演化論與創造論。他攻擊被告方聲稱沒有「任何違反憲法的東西」的說法。並定義創造論的意思：
創造論是一個理論，認為生命的各種型態是突然出現的，牠們的特色從誕生以後就保持原封不動：魚類帶有魚鰭與魚鱗、鳥類帶有翅膀與羽毛、哺乳類帶有毛皮與乳腺。
他比較了創造論與智慧設計：
智慧設計的意思是，生命的各種型態是突然出現的，經由一個智慧的作用，牠們的特色從誕生以後就保持原封不動：魚類帶有魚鰭與魚鱗、鳥類帶有翅膀與鳥喙，還有羽毛等等。
他也表示在智慧設計不是原始科學，而根本不是科學。

#### 被告
帕特里克·吉伦（Patrick Gillen）代表被告方進行開庭陳述。他先說明委員會的目的，以及這些支持者是為了增進科學教育。他表示這項政策是一種適度的改變。並將先前發表具宗教意圖的聲明的威廉·白金漢淡化處理。他說：「委員會聽取科學教職員的意見比聽取白金漢的更多。」他表示此政策並沒有「宗教的意涵」（religious agenda），他指出委員會的成員艾倫·邦塞爾是自己在閱讀中發現出演化論的缺陷，例如皮爾當人。

### 證人

#### 原告方
2005年9月27日
- 肯尼思·R·米勒為布朗大學的生物學教授，且是一位反對智慧設計與創造論運動的作家與評論家，本身亦為天主教的平信徒，[15]曾經寫過一本書籍稱為《尋找達爾文的神（英语：Finding Darwin's God）》。在這場訴訟中為原告的專家證人。他表示智慧設計並非可試驗的理論，且不被一般科學界所接受。而雖然智慧設計本身無法被證偽，但是許多智慧設計的擁護者所作的宣稱已被證明是假造。當問到課程上宣讀聲明有哪些害處，米勒作了兩項回應：

1. 「錯誤地損害了演化理論的狀況，並使學生誤解何謂理論。[16]」
2. 「作爲一個擁有信仰、且有幸育有兩個女兒、並在教會中養育她們的人，若她們受教育時被明確或暗示地強迫在神與科學之間作選擇，那麼我會相當生氣，因為我希望我的孩子保持他們的信仰。[17]」

- 塔米·基茨米勒（Tammy Kitzmiller）為事實證人，他是原告領導者，且為多佛學區學生的家長。
- 阿拉琳·卡拉漢（Aralene "Barrie" D. Callahan）為原告、家長，並曾任教育委員會成員達10年，在委員會作決定的期間辭職。她在作證時表示委員會成員之一艾倫·邦塞爾曾在2003年春天主張演化與創造應該在課程中各佔相等比例。
- 布赖恩·雷姆（Bryan Rehm）為當天最後一位證人。他先前是一位多佛的物理老師以及學生家長，他與他同為原告的妻子在一所假日聖經學校中任教。他在作證時表示委員會中的課程主任艾倫·邦塞爾曾要求教師觀看一部智慧設計影片，名為演化論的聖像（Icons of Evolution）。以及邦塞爾不相信演化論，並希望見到課堂上演化與創造各佔一半。

2005年9月28日
- 罗伯特·T·彭诺克（英语：Robert T. Pennock）是一位哲學家，目前在密西根州立大學擔任副教授，工作是Avida軟體的電子生命（digital organism）計畫。他寫過許多批評智慧設計的書籍與文章。在這次訴訟中為專家證人。
- 朱莉·史密斯（Julie Smith）為原告與家長。她表示此項政策對她的女兒產生了不友善的氣氛，他的女兒對於具有天主教出身感到困擾，因為她在接受了演化論之後被說成是無神論者。
- 克丽丝蒂·雷姆（Christy Rehm）作證。
- 贝丝·埃夫兰（Beth Eveland）作證。
- 弗雷德里克·卡拉漢（Frederick B. Callahan）作證。

2005年9月29日
- 卡罗尔·布朗（Carol Brown）作證。
- 傑夫·布朗（Jeff Brown）作證。

2005年9月30日
- 约翰·霍特（英语：John Haught）是喬治城大學的一位天主教神學家，他的專業興趣之一是調解演化與宗教。在訴訟中為原告方的專家證人。他認為委員會的政策是「強迫公立學校的教師在上生物課時呈現給他們的學生來自宗教而非自然科學的訊息[18]」。他也說唯物主義「和智慧設計一樣是一種信仰，在課堂中絕不可能出現[19]」。

2005年10月5日到2005年10月6日
- 芭芭拉·福里斯特（英语：Barbara Forrest）是東南路易斯安那大學（Southeastern Louisiana University）歷史學與政治科學系的哲學教授，在訴訟中作為原告方的專家證人[20]、書面證人以及追加證人[21]。她曾與科學家保罗·R·格罗斯（英语：Paul R. Gross）合著一本稱為《創造論的特洛伊木馬：智慧設計論的起因》（Creationism's Trojan Horse: The Wedge of Intelligent Design）的書籍。在她作證之前湯瑪斯·摩爾法律中心申請了一項提議，要求將她排除在專家證人名單之外。法律中心在提議中形容她為「…一位專門針對發現研究院的陰謀論者和網路跟蹤者[22][23]」後來瓊斯拒絕這項提議。福里斯特在作證時闡述了智慧設計運動的歷史，她引用了一些知名人物的著作，例如發現研究院的《楔子文件》（Wedge Document）與菲力普·詹森（Phillip E. Johnson）的《演化論如何辯論勝利》（How the Evolution Debate Can be Won），還有威廉·登布斯基的智慧設計書籍。她也表示智慧設計只是創造論的另一個名字，企圖將宗教觀念以科學的方式呈現。她指出詹森「認為演化威脅到聖經與與美國文化中的道德觀」，以及詹森所發起的運動目的之一是統一宗教世界。福里斯特表示她並沒有證據能證明教育委員會成員曾在展開訴訟前看過《楔子文件》。後來包括批評者與支持者，都認為她的證詞對這場訴訟具有顯著的影響。

2005年10月6日
- 珍妮弗·米勒（Jennifer Miller）作證。
- 伯莎·斯帕尔（Bertha Spahr）作證。

2005年10月12日
- 布赖恩·阿爾特斯（Brian Alters）是生物學的理學士（BCs）與科學教育學的哲學博士，在麥吉爾大學擔任教育學助理教授。在訴訟中是原告方的專家證人。
- 辛西亞·史尼斯（Cynthia Sneath）作證。

2005年10月14日
- 史蒂文·斯托（Steven Stough）作證。
- 凱文·帕迪安（Kevin Padian）作證。
- 乔尔·利布（Joel Lieb）作證。

#### 被告方
放棄作證
- 迪克·M·卡彭特二世（Dick M. Carpenter II）。
- 威廉·登布斯基（William Dembski）。
- 史蒂芬·梅爾（stephen Meyer）。
- 沃倫·A·諾德（Warren A. Nord）。

2005年10月17日到2005年10月19日
- 迈克尔·比希（英语：Michael Behe）為賓夕法尼亞理海大學的生物化學教授，曾經寫過一本名為《達爾文的黑盒子》（Darwin's Black Box）的書，在書中首次將智慧設計的重要思想不可化約之複雜性定義。在本次訴訟中為第一位被告方證人，並被請求支持智慧設計為正當科學的說法。在交叉查問下，比希坦承「任何智慧設計的擁護者並沒有經過同行評審，以產生可靠的實驗或計算，來證明智慧設計產生生物系統的詳細狀況[24]」。比希並表示他應用在智慧設計上的理論之定義太過寬鬆，在他的定義下占星術也可成為理論[25]。此外並自認他與大衛·斯諾克（David Snoke）模擬出來的演化模型，顯示需要多種相互作用零件組成以產生作用的複雜生物化學系統，可以在2萬年中演化出需要多種、連續與未受維護的突變來決定的生物族群。即使模擬中已經過操縱，使結果看來不太可能是這樣。迈克尔·貝西的總結是：對達爾文而言，細胞是個黑盒子，其內部的運作情況對他來說完完全全是個謎。今天，這個黑盒子已經被打開，我們知道了它的運行狀況。現在我們再把達爾文的實驗應用到過去四十年來所發現的分子和細胞系統的超複雜世界中，我們可以確切的說達爾文的理論“完全崩潰了”。

2005年10月20日到2005年10月21日
- 理查德·尼爾森（Richard Nilsen）作證。

2005年10月21日、2005年10月28日與2005年11月3日
- 迈克尔·理查德·巴克萨（Michael Richard Baksa）是多佛學區的助理監督（Assistant Superintendent）。作證時他表示在一封回應社會科教師布萊德·尼爾（Brad Neal）抱怨的電子郵件中，他談及另一位主管理查德·尼爾森給他的一本書《政教分離的迷思》（The Myth of Separation）。而這本書又是理查德·尼爾森從委員會成員艾倫·邦塞爾那裡所得來的，書中內容是在說明把國家與教會分離的荒謬。巴克萨曾試圖改變那份課程上的聲明，因為原本教師們曾建議在聲明中加入「達爾文的演化理論一直是對於物種起源的支配性科學解釋」，但是後來這段話被委員會刪除，後來教師們又建議改為聲明「因為達爾文的理論是個理論，擁有顯著數量的證據支持，雖然它仍然受到新發現證據的測試」，最後巴克萨認為委員會將會拒絕這項建議，因此將「擁有顯著數量的證據」刪去。

2005年10月24日
- 史蒂夫·富勒是一位社會認識論學者。作證時他指出有一些科學人物的作為可用來支持智慧設計論，這段歷史可以回溯到牛頓以及一些現代生物學的顯著人物，例如林奈與孟德爾。為了緩和智慧設計所具有的宗教背景，他也強調哲學與科學在「發現內涵」（context of discovery、科學家的研究動機）與「正當性內涵」（context of justification、科學家如何判斷一個理論）之間的差異。富勒認為應給智慧設計一個平權措施（affirmative action），但是法官瓊斯在最後判決中對此沒有太大支持。後來原告方與被告方的律師，在結辯中都引用了富勒的證詞。

#### 原告方（要求程序外的作證）
2005年10月27日
- 威廉·白金漢（William Buckingham）作證，但被法官裁定為敵對證人（hostile witness）。

2005年10月28日
- 海迪·伯恩哈德-巴布（Heidi Bernhard-Bubb）作證。
- 約瑟夫·馬爾多納多（Joseph Maldonado）作證。

#### 被告方
2005年10月28日
- 希瑟·吉西（Heather Geesey）作證。

2005年10月31日
- 简·克利弗（Jane Cleaver）作證。
- 艾倫·邦塞爾（Alan Bonsell）在作證時表示他並不知道捐獻給學校圖書館以收藏60本《關於熊貓與人》的資金從何而來。這些資金實際上是來自威廉·白金漢（William Buckingham）的教會，且直接經手於邦塞爾的父親，因此可能是他的不具名捐獻。法官為此詢問了邦塞爾大約10分鐘以作為測驗。

2005年11月3日
- 羅伯特·林克爾（Robert Linker）作證。
- 斯科特·明尼克（Scott Minnich）是愛達荷大學的微生物助理教授，也是發現研究院的成員。他曾與史蒂芬·梅爾（Stephen C. Meyer）在一場工程研討會中發表一篇論文，名稱是《鞭毛協調作用與第三型網狀條控的遺傳分析》（Genetic Analysis of Coordinate Flagellar and Type III Regulatory Circuits）[26]。發現研究院指這篇論文已經過同行審查並支持了智慧設計理論[27]。但是在作證時，明尼克承認這篇論文只經過極少量的同行審查[28]。

### 結辯
結辯於2005年11月4日召開。在結辯中，被告方代表吉伦詢問法官瓊斯：「根據我的計算，今天是訴訟以來的第40天，而今晚將會是第40個晚上，我想知道你是否故意安排。」而法官回答：「吉伦先生，這的確是一件巧合，但是這不是經過設計的。」這時引起在場人士的大笑與喝采。

### 判決
2005年12月20日，法官瓊斯完成並提出139頁的判決書，他接受了較多原告方的說法。其中寫道：
根據以下的理由我們得到如此的結論，智慧設計所擁有的宗教背景對於任何人，不論是大人或小孩，都是顯而易見的。（第24頁）
智慧設計運動值得注意的一面，是儘管被告的反對者將智慧設計描述為一項宗教意圖，這樣的狀況下，領導智慧設計的擁護者所寫的著作，依然顯露出他們所說的設計者就是基督教的神。（第26頁）
訴訟中的證據顯示智慧設計其實就是創造論的產物。（第31頁）
訴訟中的壓倒性證據顯示智慧設計是一種宗教觀點，只是創造論的標籤，且並非科學理論。（第43頁）
在整場訴訟中，以及法庭上的許多說法，被告活躍的聲稱宣讀聲明並非『教導』智慧設計，只是『讓學生注意到它』。事實上，多佛學區理事會成員之間一致的證詞，明顯的是選擇性記憶與徹底的撒謊。我們不贊同他們因為不需要教導學生，所以並未想到他們需要多認識智慧設計的說法。（第46頁註腳）
在徹底地檢視紀錄與合適的判例之後，我們發現儘管智慧設計宣稱其為真實，這樣的主張在法庭中已失去立場，而且它並不是科學。我們發現智慧設計失敗於3種不同的層次：（1）智慧設計訴諸並允許超自然的起因，來打擊具有數百年悠久根基的科學。（2）智慧設計的中心思想不可化約之複雜性之論點，與1980年代已經失敗的創造論科學相同，且同樣錯誤與不合邏輯。（3）智慧設計對演化的負面攻擊已被科學界駁倒。（第64頁）
在多佛智慧設計政策指示學生看的書（《關於熊貓與人》）中，包含過時的觀念與錯誤的科學，在訴訟中已被包括被告方在內的專家證人所承認。（第86頁到第87頁）
智慧設計的擁護者企圖避開科學的仔細檢查，這使我們現在裁定他們的宣稱是禁不起考驗的，也就是在課堂上教導『爭論』而不是智慧設計本身這項手段，且這種手段是最虛偽也是最謬誤的。智慧設計運動的目標不是鼓勵批判性思考，而是煽動將智慧設計取代演化的革命。（第89頁）
因此，我們發現委員會所聲稱的世俗目的，其實是他們真正目的的一種藉口，也就是在公立學校的課堂中推銷宗教。這種作為違反了禁止设置国教条款。（第132頁）

#### 結論
法官瓊斯在第136頁到第138頁的結論中寫道：
合理的運用背書測試與雷蒙測試顯示本案中委員會的政策充分且明顯的違反禁止設置国教條款。為了進行這項判決，我們處理了關於智慧設計是否為科學的根本問題，結論是它並不是，而且智慧設計無法將自己從創造論者脫離，因此它的前身是個宗教。……
多佛地區的公民被投票給智慧設計政策的委員會成員給拙劣的對待。諷刺的是其中幾位成員公開的對他們自己的宗教信念感到堅定且驕傲，卻多次的說謊企圖掩蓋他們的行為，並掩飾他們在智慧設計政策背後的真實目的。我們對於智慧設計的許多主要宣稱所帶的誠意，以及驅動學術熱忱的深厚信仰並沒有疑問。我們並不反對智慧設計應該繼續被研究、辯論與討論。如所述，我們今天的結論是，在公立學校的科學課程中教授智慧設計以取代演化違反憲法。……

## 反應
法官瓊斯考慮到他的裁決將會引起爭論，因此在他的判決中說：「無法接受我們的控訴的人，將可能視之為一位激進法官的產物。如果是這樣，他們是錯的，這裡明顯地不是個激進的法院。反之，這件訴訟案是源自一個教育委員會中一個資訊錯誤的團體，他們受助於一個專注於國家大眾興趣的法律公司，這個法律公司希望找到能夠測試憲法的智慧設計案件，因此驅使委員會採取了一項魯莽且最後違憲的政策。委員會的決定愚蠢得令人驚訝，明顯的違抗了經由這次審判中所顯露的事實根據。多佛學區的學生、家長與教師不應捲入這次的司法風波，這完全是浪費政府財政與個人資產。…」
發現研究院科學與文化中心的約翰·瑋斯特（John West）博士說：「多佛案的判決是一位激進的聯邦法官企圖阻止一項科學思想的擴散，甚至以政府的審查制度而不是公開的討論，來抑制對於達爾文演化論的批評。這將是沒用的。他將發現研究院與多佛教育委員會的立場相結合，完全扭曲了智慧設計，與研究它的科學家的行動。」
原告方的律師罗斯柴尔德認為，雖然美国的法律制度使賓夕法尼亞的法庭判决，不能控制堪萨斯或其他州的行为，但是这是一个有说服力的判决。会使其它地方了解在课程中也加入智慧设计，不会得到任何好處。被告方的律師汤普森认为，判决的影响力有限，且只适用于賓夕法尼亞的多佛学区。並認為法庭的判决只關係到多佛学区的3千名学生，在其它地方則没有约束力。
報紙則關注於法官「共和黨徒與經常上教堂的人」之身分。